# رشيدة (ليبيا)
اَلرَّشِيدَة هي قرية صحراوية في واحة جالو بشعبية الواحات في منطقة برقة شمال شرق ليبيا، يبلغ طولها حوالي 3.7 كيلومتر (2.3 ميل) جنوب غرب بلدة جالو، إن عدد السكان حوالي 600 نسمة حسب تقديرات عام 1951.

## روابط خارجية
- "خريطة رشيدة - صور القمر الصناعي لرشيدة" دليل مابلانديا العالمي